# Les Enfants du monde
Les Enfants du monde (Die Kinder der Welt) ist eine französische Buchreihe, die von 1950 bis 1978 erschien. Die Bände, die das tägliche Leben von Kindern in aller Welt zeigen, gelten als Klassiker der Foto-Bilderbücher nach 1945.

## Einführung
Sie stammen überwiegend von der französischen Fotojournalistin Dominique Darbois (1925–2014), die auf ihren Reisen schockiert über den europäischen Kolonialismus war und sich daher in mehreren antikolonialistischen Kämpfen engagierte, insbesondere in Indochina, Algerien und Kuba.
Dabei wurden über 20 Bücher für die Sammlung bei der Verlagsgruppe Fernand Nathan in Paris fertiggestellt. Es handelt sich in der Regel um übergroße Quarto-Bände mit Schwarz-Weiß-Fotografien von Kindern aus verschiedenen Kulturen und Nationalitäten, die oft nackt oder spärlich bekleidet sind. 
Der Erfolg dieser Reihe ist auch der Arbeit des Grafikdesigners Pierre Pothier zu verdanken. Sein Name, der auf dem Cover fehlt, steht auf der Titelseite. Er ist es, der der Sammlung durch verschiedene Verfahren eine grafische Einheit verleiht. Da sind zunächst die Titelseiten, auf denen das Foto des Titelhelden auf einem farbigen Hintergrund freigestellt ist, kombiniert mit einer Typografie, die je nach Land variiert. Seine grafische Bearbeitung verleiht den Büchern etwas Lebendiges und macht sie zu mehr als nur Fotodokumentationen.
Das Buch Rikka, la petite balinaise (Rikka, die kleine Balinesin) von Dominique Darbois aus der Reihe erzählt beispielsweise die Geschichte der kleinen Rikka und ihres kleinen Bruders Rindji, die auf Bali in Indonesien leben, es schildert das Leben, die Bräuche und die Besonderheiten dieser Region. Es wurde mit Hilfe von Jean Le Mayeur und seiner Frau, der balinesischen  Legong-Tänzerin Ni Pollok, aus Sanur, realisiert.
Das Buch Teïva, enfant des îles (Teïva, Kind der Inseln) mit Text und Fotos von Francis Mazière illustriert das tägliche Leben von Teïva, einem kleinen polynesischen Jungen: Fischen, Schwimmen, Früchte pflücken, Kochen.
Von den mit Fotomontagen in modernem Layout gestalteten Bänden der Reihe wurden einige in verschiedene Sprachen übersetzt. Der Band Parana, le petit Indien von Dominique Darbois und Francis Maziere erschien auf Deutsch unter dem Titel Parana. Der kleine Indianer, aus dem Französischen von Hans-Dieter Kitzing (Kinderbuchverlag, Berlin 1957) und wurde 1957 als eines der schönsten Kinderbücher der DDR prämiert. Darin erzählt ein kleiner indianischer Junge aus dem  südamerikanischen Urwald von seinem Alltag, seiner Zuneigung zu seinem Hund und seinem Affen, dem täglichen Bad im Fluss, den Jagdvorbereitungen und der Jagd, dem Spinnen der Baumwolle durch die Frauen, den Spielen, den Mahlzeiten.

## Bände
Zu den Titeln gehören:
- Teïva, enfant des îles. Texte et photos Francis Mazière. 1950. Polynesien (Australien und Ozeanien)
- Parana, le petit Indien. Dominique Darbois. François Mazière. 1952. Guyane (Südamerika)
- Agossou, le petit Africain. Dominique Darbois. 1955. Senegal (Afrika)
- Rikka, la petite Balinaise. D. Darbois. 1956. Indonesien (Bali) (Asien)
- Kai-ming, le petit pêcheur chinois. D. Darbois. 1957. China (Asien)
- Gopal, enfant de l’Inde. D. Darbois. 1957. Indien (Asien)
- Achouna, le petit esquimau. D. Darbois. 1957. Kanada (Amerika)
- Tacho, le petit Mexicain. D. Darbois. 1957. Mexiko (Amerika)
- Hassan, l’enfant du désert. D. Darbois. 1957. Niger (Afrika)
- Faouzi, le petit Égyptien. D. Darbois. 1957. Ägypten (Afrika)
- Noriko, la petite Japonaise. D. Darbois. 1961. Japan (Asien)
- Aslak, le petit Lapon. D. Darbois. 1964. Norwegen (Europa)
- Knut, le petit pêcheur norvégien. D. Darbois. 1964. Norwegen (Europa)
- Djafar, le petit Iranien. D. Darbois. 1964. Iran (Asien)
- Natacha, la petite Russe. D. Darbois. 1964. Russland (Europa)
- Orongo, Petit garçon de l'Île de Pâques. Francis Mazière. 1965. Osterinsel (Australien und Ozeanien)
- Micias, L'enfant des Andes. Gérard Beauvais. 1965. (Südamerika)
- Manolo, le petit Espagnol. D. Darbois. 1967. Spanien (Europa)
- Giuliano, le eptit sicilien. Malois Claude. Willi Peter 1967. Sizilien (Europa)
- Maïda, la petite Cubaine. D. Darbois. 1968. Kuba (Amerika)
- Amiram, le petit israélien. Texte et photos Francis Mazière. 1969. Israel (Asien)
- Sinoun, la petite Cambodgienne. Texte et photos: Odile Wertheimer. 1970. Kambodscha (Asien)
- Gino, enfant de Venise. D. Darbois. 1972. Italien (Europa)
- Calia, la petite peruvienne. Mireille Vautier. Decool Hélène. 1973. Peru (Südamerika)
- Gary, le petit Cow-Boy. D. Darbois. 1974. Vereinigte Staaten (Amerika)
- Manuela, la petite Brésilienne. D. Darbois. 1975. Brasilien (Amerika)
- Yasmina, la Petite Tunisienne. Texte et photos F. Maziere. Maquette Claude Morel. Tunesien (Afrika)
- Yanis, le petit Grec. D. Darbois. 1978. Griechenland (Europa)